# Bistorta globispica
Bistorta globispica är en slideväxtart som beskrevs av Takenoshin Nakai. Bistorta globispica ingår i släktet ormrötter, och familjen slideväxter. Inga underarter finns listade i Catalogue of Life.